# دنیس (کانزاس)
دنیس (به انگلیسی: Dennis) یک منطقهٔ مسکونی در ایالات متحده آمریکا است که در شهرستان لابت، کانزاس واقع شده‌است.